# Helmut Grieser
Helmut Grieser (* 11. Juni 1941 in Altenburg/Thüringen) ist ein deutscher Historiker und Hochschullehrer.

## Leben und Wirken
Nach dem Schulbesuch in Eisenach (1948–1954) und Hermannsburg (1954–1961) legte Helmut Grieser 1961 am Gymnasium Christianschule in Hermannsburg (Kreis Celle) die Reifeprüfung ab. Anschließend studierte er seit dem Sommersemester 1961 Geschichte, Slawistik und Politikwissenschaft an den Universitäten Freiburg/Br., Kiel und Hamburg und seit dem Sommersemester 1964 wieder an der Universität Kiel. Nach dem Staatsexamen (1967) und der 1968 erfolgten Promotion bei Karl Dietrich Erdmann wurde er nach einer kurzen Zeit im Schuldienst am Historischen Seminar der Kieler Universität 1972 Studienassessor im Hochschuldienst (zuletzt Studiendirektor) und lehrte hier seither im Bereich Geschichte der Neuzeit und der neuesten Zeit. 1978 habilitierte sich Grieser, ebenfalls bei Karl Dietrich Erdmann; 1983 wurde er zum außerplanmäßigen Professor ernannt. 1992/93 übernahm er eine Lehrstuhlvertretung an der Pädagogischen Hochschule Kiel.
Die deutsche Einheit war Grieser ein wichtiges Anliegen. In den 1980er Jahren organisierte er diverse mehrtägige Exkursionen in die DDR, damit die Studierenden auch den anderen Teil Deutschlands aus eigener Anschauung kennenlernen konnten. Reiseziele waren z. B. Berlin und Umgebung oder Sachsen. Solche Exkursionen waren aufgrund eines zunächst fehlenden Kulturabkommens zwischen beiden deutschen Staaten äußerst ungewöhnlich. Auf DDR-Seite wurden die Exkursionen von einer FDJ-Reiseleitung begleitet. Übernachtet wurde meist in FDJ- oder FDGB-Heimen. Sofern noch Plätze verfügbar waren, standen die Exkursionen auch Studierenden aus anderen Fachbereichen offen.

## Schriften (Auswahl)
Bücher
- Die Sowjetpresse über Deutschland in Europa 1922–1932. Revision von Versailles und Rapallo-Politik in sowjetischer Sicht (= Kieler historische Studien. Bd. 10). Klett, Stuttgart 1970 (zugleich: Dissertation, Universität Kiel).
- Reichsbesitz, Entmilitarisierung und Friedensindustrie in Kiel nach dem Zweiten Weltkrieg (= Sonderveröffentlichungen der Gesellschaft für Kieler Stadtgeschichte. Bd. 11). Kiel 1979 (zugleich: Habilitationsschrift, Universität Kiel).
- Die ausgebliebene Radikalisierung. Zur Sozialgeschichte der Kieler Flüchtlingslager im Spannungsfeld von sozialdemokratischer Landespolitik und Stadtverwaltung 1945–1950 (= Vierteljahresschrift für Sozial- und Wirtschaftsgeschichte, Beihefte. Bd. 69). Steiner, Wiesbaden 1980, ISBN 3-515-03110-3.
- Kontinuität des Reiches oder neue Ideen? Methodische Überlegungen zum politischen Bewußtsein Kieler Parteiführer nach dem Zweiten Weltkrieg (1945–1955) (= Mitteilungen der Gesellschaft für Kieler Stadtgeschichte. Bd. 68, 1/2). Kiel 1981.
- Die Deutschen und die drohende Spaltung ihres Staates (1945–1949). Die deutsche Frage im Spannungsfeld von nationaler und gesellschaftlicher Zielsetzung. Quellentexte (= Benzer Beiträge zur Didaktik der nationalen Frage. Bd. 1). Benz 1983.
- als Mitautor: Dokumente zur Sozialgeschichte Schleswig-Holsteins. Bd. 1: Der Carolinenhof im schleswig-holsteinischen Freilichtmuseum Molfsee. Kiel 1987.
- Materialien zur Rüstungswirtschaft Schleswig-Holsteins im Dritten Reich. Historisches Seminar der Universität Kiel, Kiel 1987.

Aufsätze
- mit Karl Dietrich Erdmann: Die deutsch-sowjetischen Beziehungen in der Zeit der Weimarer Republik als Problem der deutschen Innenpolitik. In: Geschichte in Wissenschaft und Unterricht. Bd. 26, 1975, S. 403–426.
- Konrad Adenauer im Urteil der Forschung. In: Geschichte in Wissenschaft und Unterricht. Bd. 27, 1976, S. 25–47.
- „Ostorientierung“ oder „Disziplin ohne ideelle Grundlagen“? Zur Mentalität der Kriegsmarine und zur Auseinandersetzung um den Sinn soldatischen Dienstes nach der Kapitulation im Spiegel deutscher Marineakten 1945–1947. In: Hartmut Boockmann u. a. (Hrsg.): Geschichte und Gegenwart. Festschrift für Karl Dietrich Erdmann. Wachholtz, Neumünster 1980, ISBN 3-529-02661-1, S. 381–420.
- Schleswig-Holstein und die Reichseinheit. In: Zeitschrift der Gesellschaft für Schleswig-Holsteinische Geschichte, Bd. 106 (1981), S. 201–288.
- „Deutsches Reich seid ihr!“ Zum Anteil der Deutschen an der Spaltung ihres Staates nach dem Zweiten Weltkrieg. In: Historische Mitteilungen. Bd. 4, 1991, S. 212–230.
- Wiederaufstieg aus Trümmern (1945 bis in die Gegenwart). In: Jürgen Jensen, Peter Wulf (Hrsg.): Geschichte der Stadt Kiel. Wachholtz, Neumünster 1991, ISBN 3-529-02718-9, S. 401–456.
- Die SPD als Regierungspartei und als Opposition während der Gayk-Ära im Spiegel der Vorstands- und Ausschußprotokolle des Bezirks Schleswig-Holstein (1947–1954). In: Werner Paravicini u. a. (Hrsg.): Mare Balticum. Beiträge zur Geschichte des Ostseeraums in Mittelalter und Neuzeit; Festschrift zum 65. Geburtstag von Erich Hoffmann (= Kieler historische Studien. Bd. 36). Thorbecke, Sigmaringen 1992, ISBN 3-7995-7069-1, S. 451–464.
- Das Vermächtnis von Verdun im Spannungsfeld von Verweigerung, Neutralismus und Blitzkriegsgedanken. Warum gab es im Weimarer Reich keine breite Friedensbewegung? In: Jürgen-Wolfgang Goette (Hrsg.): Erich Mühsam und andere im Spannungsfeld von Pazifismus und Militarismus (= Schriften der Erich-Mühsam-Gesellschaft. Bd. 16). Lübeck 2000, ISBN 3-931079-21-X, S. 58–76.
- „Neu-Hinterpommern“ und „Neu-Ostpreußen“ in Schleswig-Holstein. Gelungene Eingliederung der Vertriebenen? In: Hans-Martin Hinz (Hrsg.): Zuwanderungen. Integration und Desintegration nach 1945. Ed. Minerva, Wolfratshausen 2001, ISBN 3-86102-117-X, S. 164–185.